# Blesk magazín
Blesk magazín je týdenní suplement deníku Blesk, který vychází každý pátek ve vydavatelství Czech News Center. Blesk magazín obsahuje týdenní televizní program, rozhovory a články z oblasti showbyznysu. Prodává se pouze společně s deníkem Blesk, samostatně je neprodejný.